# راندال كونينغهام
راندال كونينغهام (بالإنجليزية: Randall Cunningham)‏ هو لاعب كرة قدم أمريكية أمريكي، ولد في 27 مارس 1963 في سانتا باربارا في الولايات المتحدة.

## وصلات خارجية
- راندال كونينغهام على موقع إي إس بي إن.كوم (أن.أف.أل)3
- راندال كونينغهام على موقع مرجع كرة القدم المحترفة.كوم (الإنجليزية)
- راندال كونينغهام على موقع الموسوعة البريطانية (الإنجليزية)
- راندال كونينغهام على موقع إن إن دي بي (الإنجليزية)